# Râul Valea Mare, Motru
Râul Valea Mare este un curs de apă, afluent al râului Motru. 